# Naoki Tsukahara
Naoki Tsukahara (Kanji:塚原 直貴, Japón, 10 de mayo de 1985) es un atleta japonés, especializado en la prueba de 4 x 100 m en la que llegó a ser medallista de plata olímpico en 2008.

## Carrera deportiva
En los JJ. OO. de Pekín 2008 ganó la medalla de plata en los relevos 4 x 100 metros, con un tiempo de 38.15 segundos, quedando en el podio tras Trinidad y Tobago (Jamaica había llegado en primera posición pero fue descalificada por dopaje), siendo sus compañeros de equipo: Shingo Suetsugu, Shinji Takahira y Nobuharu Asahara.